# 茵蛺蝶屬
茵斑蝶屬（Empress，學名：Apaturopsis）是閃蛺蝶亞科裡的一個屬。只包括3個物種，分佈於非洲的熱帶地區。